# فیتیله ۲
فیتیله ۲، یک برنامه کودک و نوجوان به تهیه‌کنندگی محمد طبیبی در تلویزیون ایران بود که از ۱۳۹۰ تا ۱۳۹۴ از شبکهٔ ۲ پخش می‌شد. تا پیش از اسفند ۱۳۸۹ این برنامه تحت عنوان «فیتیله، جمعه تعطیله» پخش می‌شد و مجری این برنامه مجید قناد بود. از خرداد ۱۳۹۰ این برنامه تحت عنوان «فیتیله ۲» به تلویزیون بازگشت.
این برنامهٔ ترکیبی شامل آیتم‌های نمایشی و کلیپ‌های شاد با موضوعیت کودک و خانواده و بخش‌های مختلفی بود که محمد مسلمی، علی فروتن و حمید گلی در نقش بازیگر با این برنامه همکاری داشته‌اند. این برنامه در ۱۵ آبان ماه ۱۳۹۴ به دلیل سکانسی که عموم از آن به عنوان توهین بر آذری ها یاد می‌کنند، توقیف شد.